# Сара да Коль
Сара да Коль (італ. Sara Da Col; нар. 3 вересня 1992) — італійська борчиня вільного стилю, бронзова призерка чемпіонату Європи.

## Життєпис
Боротьбою почала займатися з 2000 року.
Виступає за борцівський клуб «Lotta» Роверето. Тренер — Карлос Родрігес.

## Спортивні результати на міжнародних змаганнях

### Виступи на Чемпіонатах світу
| Змагання                        | Збірна | Вагова категорія          | Місце |
| ------------------------------- | ------ | ------------------------- | ----- |
| Чемпіонат світу з боротьби 2018 | Італія | жіноча боротьба, до 62 кг | 25    |

### Виступи на Чемпіонатах Європи
| Змагання                         | Збірна | Вагова категорія          | Місце  |
| -------------------------------- | ------ | ------------------------- | ------ |
| Чемпіонат Європи з боротьби 2017 | Італія | жіноча боротьба, до 63 кг | Бронза |
| Чемпіонат Європи з боротьби 2019 | Італія | жіноча боротьба, до 68 кг | 13     |

### Виступи на Європейських іграх
| Змагання              | Збірна | Вагова категорія          | Місце |
| --------------------- | ------ | ------------------------- | ----- |
| Європейські ігри 2019 | Італія | жіноча боротьба, до 68 кг | 14    |

### Виступи на інших змаганнях
| Змагання                                     | Збірна | Вагова категорія          | Місце  |
| -------------------------------------------- | ------ | ------------------------- | ------ |
| Середземноморський чемпіонат з боротьби 2010 | Італія | жіноча боротьба, до 59 кг | 4      |
| Турнір міста Сассарі з боротьби 2014         | Італія | жіноча боротьба, до 60 кг | Срібло |
| Золотий Гран-прі з боротьби 2014 (Баку)      | Італія | жіноча боротьба, до 58 кг | 9      |
| Flatz Open 2015                              | Італія | жіноча боротьба, до 63 кг | Срібло |
| Гран-прі Парижа з боротьби 2017              | Італія | жіноча боротьба, до 63 кг | 5      |
| Flatz Open 2017                              | Італія | жіноча боротьба, до 63 кг | Бронза |
| Турнір Дана Колова — Николи Петрова 2017     | Італія | жіноча боротьба, до 63 кг | Бронза |
| Турнір міста Сассарі з боротьби 2018         | Італія | жіноча боротьба, до 62 кг | Золото |
| Середземноморські ігри 2018                  | Італія | жіноча боротьба, до 62 кг | Бронза |
| Відкритий чемпіонат Польщі з боротьби 2018   | Італія | жіноча боротьба, до 62 кг | 5      |
| Henri Deglane Challenge 2018                 | Італія | команда                   | Золото |
| Klippan Lady Open 2019                       | Італія | жіноча боротьба, до 65 кг | 9      |
| Гран-прі Німеччини з боротьби 2019           | Італія | жіноча боротьба, до 65 кг | 7      |
| Турнір Дана Колова — Николи Петрова 2019     | Італія | жіноча боротьба, до 62 кг | 25     |
| Турнір міста Сассарі з боротьби 2019         | Італія | жіноча боротьба, до 68 кг | 9      |
| Турнір Маттео Пелліцоне 2020                 | Італія | жіноча боротьба, до 62 кг | 14     |

### Виступи на змаганнях молодших вікових груп
| Змагання                                       | Збірна | Вагова категорія          | Місце |
| ---------------------------------------------- | ------ | ------------------------- | ----- |
| Чемпіонат Європи з боротьби серед кадетів 2008 | Італія | жіноча боротьба, до 56 кг | 12    |
| Чемпіонат Європи з боротьби серед кадетів 2009 | Італія | жіноча боротьба, до 60 кг | 5     |
| Чемпіонат світу з боротьби серед юніорів 2009  | Італія | жіноча боротьба, до 59 кг | 15    |
| Чемпіонат Європи з боротьби серед юніорів 2011 | Італія | жіноча боротьба, до 59 кг | 12    |
| Чемпіонат світу з боротьби серед юніорів 2011  | Італія | жіноча боротьба, до 59 кг | 5     |